# 周暁蘭
周 暁蘭（しゅう ぎょうらん、チョウ・シャオチアン、簡体字：周晓兰、1957年10月9日 - ）は、中華人民共和国の元女子バレーボール選手で、1970年代後半から1980年代前半にかけてバレーボール中華人民共和国女子代表のセンタープレーヤーを務めた。

## 経歴・人物
江蘇省南京市の出身。後に山西省古交市に家族とともに移住し、1973年に16歳でバレーボールを始めた。山西省のチームでプレーし、1977年にバレーボール中華人民共和国女子代表に選出され、その年に日本で開催されたFIVBワールドカップ1977に中華人民共和国代表として出場した。
1980年モスクワオリンピックこそ中ソ対立時代の影響もあって華国鋒政権による大会ボイコット決定のために出場できなかったが、FIVBワールドカップ1981では袁偉民率いる中華人民共和国代表チームのメンバーとして郎平、張蓉芳、楊錫蘭らと共に中国旋風の立役者となり、曹慧英とのセンターコンビで相手チームのスパイクをことごとく封じ込めるブロックプレーは天安門の壁、天安門の城壁などと恐れられ、中華人民共和国女子代表の世界大会初制覇に大きく貢献した。
そして1982年バレーボール女子世界選手権、1984年ロサンゼルスオリンピックと続けて優勝し、世界三冠に輝いた際にも中華人民共和国女子代表の主力選手として活躍した。
現役引退後は中華人民共和国国家体育委員会に入り、球技部門の副部長などを務めた。
現在はアメリカ合衆国へ移住し、夫と二人の娘と共に生活している。